# Chakotay
Chakotay is een personage uit de televisieserie Star Trek: Voyager. Zijn rol werd gespeeld door de acteur Robert Beltran.
Chakotay werd geboren in 2326. Op vijftienjarige leeftijd kwam hij op de Starfleet Academie, hij studeerde daar van 2344 tot 2348.
Toen zijn thuiswereld Dorvan door Cardassianen werd vernietigd, sloot Chakotay zich aan bij de Maquis, vijanden van de Federatie. Maar toen Chakotays schip samen met de U.S.S. Voyager naar het Delta Quadrant werd getransporteerd ontstond er wederzijds respect tussen hem en de kapitein van de Voyager, Kathryn Janeway.
Uiteindelijk werd Chakotay de tweede in de lijn van gezag aan boord van de Voyager, na kapitein Janeway.
Chakotay is onderdeel van een niet bij naam genoemde indianenstam. Dit uit zich onder meer in de tatoeage op zijn gezicht en traditionele rituelen die hij met enige regelmaat uitvoert. Robert Beltran zelf is overigens van Mexicaanse afkomst en heeft geen familiaire banden met welke indianenstam dan ook. 